# Хермистон (Орегон)
Хермистон (енгл. Hermiston) град је у америчкој савезној држави Орегон.

## Демографија
По попису из 2010. године број становника је 16.745, што је 3.591 (27,3%) становника више него 2000. године.
| Група             | 2000.         | 2010.          |
| Белци             | 9.365 (71,2%) | 10.138 (60,5%) |
| Афроамериканци    | 122 (0,9%)    | 136 (0,8%)     |
| Азијати           | 208 (1,6%)    | 252 (1,5%)     |
| Хиспаноамериканци | 3.168 (24,1%) | 5.852 (34,9%)  |
| Укупно            | 13.154        | 16.745         |